# مارشال مونتسی
مارشال نیاشا مونتسی (به انگلیسی: Marshall Nyasha Munetsi) (زاده ۲۲ ژوئن ۱۹۹۶) بازیکن فوتبال حرفه‌ای اهل زیمبابوه است که به عنوان هافبک دفاعی برای باشگاه لیگ برتری ولورهمپتون واندررز بازی می‌کند و کاپیتان تیم ملی تیم ملی زیمبابوه است.

## عملکرد باشگاهی

### سال‌های ابتدایی
در ژوئیه ۲۰۱۵، مونِتسی توسط تیم کیپ تاون، تیم دسته اول آفریقای جنوبی، به خدمت گرفته شد. این تیم بیانیه‌ای منتشر کرد و گفت که او «... در حد یحیی توره است. بزرگ، قوی، پرتحرک و یک پاسور خوب.» او اولین بازی حرفه‌ای خود را در ۲۶ سپتامبر ۲۰۱۵ در باخت ۳–۱ مقابل بلک پنترز انجام داد و اولین گل خود را در دربی مقابل میلانو یونایتد در ۱۶ آوریل ۲۰۱۶ به ثمر رساند، که گل او، گل پیروزی ۱–۰ بود. او در دسامبر ۲۰۱۵ در تمرینات تیم اورلاندو پایرتس، تیمی از دسته برتر، شرکت کرد.

### رنس
در ۱۱ ژوئن ۲۰۱۹، مونِتسی با قراردادی چهار ساله به باشگاه رنس در لیگ ۱ پیوست. یک سال بعد، در ۲۳ دسامبر، او اولین گل خود را برای این باشگاه در پیروزی ۳–۱ خارج از خانه مقابل بوردو به ثمر رساند.

### ولورهمپتون واندررز
در ۳ فوریه ۲۰۲۵، مونِتسی با امضای قراردادی سه سال و نیمه به باشگاه لیگ برتری ولورهمپتون پیوست. او اولین بازی خود را برای این باشگاه در ۹ فوریه در پیروزی ۲-۰ مقابل بلکبرن در جام حذفی انجام داد.. در ۸ مارس، او اولین گل خود را برای ولورهمپتون در تساوی ۱–۱ مقابل اورتون به ثمر رساند.

## عملکرد ملی
مونِتسی در سال ۲۰۱۸ و پیش از مسابقات جام ملت‌های آفریقا ۲۰۱۹ در مصر به تیم ملی زیمبابوه دعوت شد.

## آمار عملکرد

### باشگاهی
تا تاریخ ۲۵ مه ۲۰۲۵
| باشگاه          | فصل          | لیگ                    | لیگ      | لیگ    | جام داخلی | جام داخلی | جام اتحادیه | جام اتحادیه | قاره‌ای   | قاره‌ای | سایر     | سایر   | مجموع    | مجموع  |
| باشگاه          | فصل          | دسته                   | بازی(ها) | گل(ها) | بازی(ها)  | گل(ها)    | بازی(ها)    | گل(ها)      | بازی(ها) | گل(ها) | بازی(ها) | گل(ها) | بازی(ها) | گل(ها) |
| --------------- | ------------ | ---------------------- | -------- | ------ | --------- | --------- | ----------- | ----------- | -------- | ------ | -------- | ------ | -------- | ------ |
| باروکا          | ۱۷–۲۰۱۶      | لیگ برتر آفریقای جنوبی | ۲۶       | ۲      | ۱         | ۰         | —           | —           | —        | —      | 5        | ۰      | ۳۲       | ۲      |
| اورلاندو پایرتس | ۱۸–۲۰۱۷      | لیگ برتر آفریقای جنوبی | ۱۲       | ۰      | ۲         | ۰         | —           | —           | —        | —      | —        | —      | ۱۴       | ۰      |
| اورلاندو پایرتس | ۱۹–۲۰۱۸      | لیگ برتر آفریقای جنوبی | ۱۶       | ۰      | ۰         | ۰         | —           | —           | ۴        | ۰      | ۳        | ۰      | ۲۳       | ۰      |
| اورلاندو پایرتس | مجموع        | مجموع                  | ۲۸       | ۰      | ۲         | ۰         | —           | —           | ۴        | ۰      | ۳        | ۰      | ۳۷       | ۰      |
| رنس             | ۲۰–۲۰۱۹      | لیگ ۱                  | ۱۷       | ۰      | ۱         | ۰         | ۳           | ۰           | —        | —      | —        | —      | ۲۱       | ۰      |
| رنس             | ۲۱–۲۰۲۰      | لیگ ۱                  | ۲۷       | ۱      | ۱         | ۰         | —           | —           | 2        | ۰      | —        | —      | ۳۰       | ۱      |
| رنس             | ۲۲–۲۰۲۱      | لیگ ۱                  | ۲۴       | ۵      | ۰         | ۰         | —           | —           | —        | —      | —        | —      | ۲۴       | ۵      |
| رنس             | ۲۳–۲۰۲۲      | لیگ ۱                  | ۳۴       | ۷      | ۲         | ۰         | —           | —           | —        | —      | —        | —      | ۳۶       | ۷      |
| رنس             | ۲۴–۲۰۲۳      | لیگ ۱                  | ۲۷       | ۴      | ۰         | ۰         | —           | —           | —        | —      | —        | —      | ۲۷       | ۴      |
| رنس             | ۲۵–۲۰۲۴      | لیگ ۱                  | ۱۹       | ۴      | ۲         | ۰         | —           | —           | —        | —      | —        | —      | ۲۱       | ۴      |
| رنس             | مجموع        | مجموع                  | ۱۴۸      | ۲۱     | ۶         | ۰         | ۳           | ۰           | ۲        | ۰      | —        | —      | ۱۵۹      | ۲۱     |
| ولورهمپتون      | ۲۵–۲۰۲۴      | لیگ برتر انگلستان      | ۱۴       | ۲      | ۲         | ۰         | —           | —           | —        | —      | —        | —      | ۱۶       | ۲      |
| مجموع عملکرد    | مجموع عملکرد | مجموع عملکرد           | ۲۱۶      | ۲۵     | ۱۱        | ۰         | ۳           | ۰           | ۶        | ۰      | ۸        | ۰      | ۲۴۴      | ۲۵     |

1. ↑  شامل جام ندبنک و جام حذفی فوتبال فرانسه، جام حذفی فوتبال انگلستان
2. ↑  شامل جام اتحادیه باشگاه‌های فرانسه
3. ↑  د. بازی(ها) در جام کارلینگ ناک‌اوت، و سه بازی(ها) در پلی‌آف PSL
4. ↑  بازی(ها) در لیگ قهرمانان آفریقا
5. ↑  بازی(ها) در جام کارلینگ ناک‌اوت
6. ↑  بازی(ها) در لیگ اروپا

### ملی
تا تاریخ ۲۰ مارس ۲۰۲۵
| تیم ملی  | سال   | بازی(ها) | گل(ها) |
| -------- | ----- | -------- | ------ |
| زیمبابوه | ۲۰۱۸  | ۹        | ۰      |
| زیمبابوه | ۲۰۱۹  | ۱۱       | ۱      |
| زیمبابوه | ۲۰۲۱  | ۳        | ۰      |
| زیمبابوه | ۲۰۲۳  | ۲        | ۰      |
| زیمبابوه | ۲۰۲۴  | ۹        | ۰      |
| زیمبابوه | ۲۰۲۵  | ۱        | ۱      |
| مجموع    | مجموع | ۳۵       | ۲      |

جدول زیر، ابتدا تعداد گل‌های زیمبابوه را نمایش می‌دهد، ستون نتیجه، گل‌های زیمبابوه پس از هر گل مونتسی را نشان می‌دهد.
| ش. | تاریخ           | ورزشگاه                                    | رقیب   | نتیجه | ن.ن.ب. | رویداد                      |
| -- | --------------- | ------------------------------------------ | ------ | ----- | ------ | --------------------------- |
| ۱  | ۱۰ سپتامبر ۲۰۱۹ | ورزشگاه نشنال اسپورتس، هراره، زیمبابوه     | سومالی | ۱–۰   | ۳–۱    | مقدماتی جام جهانی فیفا ۲۰۲۲ |
| ۲  | ۲۰ مارس ۲۰۲۵    | ورزشگاه موسی مابیدا، دوربان، آفریقای جنوبی | بنین   | ۱–۲   | ۲–۲    | مقدماتی جام جهانی فیفا ۲۰۲۶ |

## افتخارات
رنس
- جام حذفی فوتبال فرانسه
  - نائب-قهرمان: ۲۵–۲۰۲۴[۱۶]

زیمبابوه
- جام کوسافا: ۲۰۱۸